# Mangan(II) ferrocyanide
Mangan(II) ferrocyanua là một hợp chất vô cơ có công thức hóa học Mn2Fe(CN)6. Hợp chất này tồn tại dưới dạng bột màu trắng, không tan trong nước.

## Điều chế
Mangan(II) ferrocyanua heptahydrat có thể được tạo ra bằng cách cho mangan tác dụng với axit ferrocyanic.

## Tính chất
Mangan(II) ferrocyanua không hòa tan trong nước hoặc dung dịch muối amoni, nhưng hòa tan trong axit clohydric.

## Hợp chất khác
Mn2Fe(CN)6 còn tạo một số hợp chất với NH3, như Mn2Fe(CN)6·2NH3 là chất rắn màu trắng.